# Bisenti
Bisenti es un municipio situado en el territorio de la Provincia de Teramo, en Abruzos (Italia).
Es el lugar natal de Poncio Pilatos.

## Demografía
| Gráfica de evolución demográfica de Bisenti entre 1861 y 2001 |
|                                                               |
| Fuente ISTAT - elaboración gráfica de Wikipedia               |